# 本町 (札幌市)
本町（ほんちょう）は、北海道札幌市東区の地名。北端の環状通と南端の北13条北郷通に挟まれた、東西に細長い地域である。
もともとは東苗穂町の一部だったが、1967年（昭和42年）9月12日の区画整理によって正式な町名となった。
当時の町内会会長の話によれば、「モトマチと命名したかったがすでに元町があるので、『本町』と書いてホンチョウとした」とのこと。

## 住所
| 町丁                 | 郵便番号 |
| -------------------- | -------- |
| 本町1条1丁目〜11丁目 | 065-0041 |
| 本町2条1丁目〜11丁目 | 065-0042 |

## 施設
- 札幌市立東栄中学校（本町1-7）
- 札幌市立東光小学校（本町2-1）
- 札幌市立本町小学校（本町2-7）
- 苗穂神社（本町2-3）
- テンフードサービス本社（本町2-10）